# Борос
Борос (швед. Borås) град је у Шведској, у југозападном делу државе. Град је у оквиру Вестра Јеталанд округа, где је други град по значају. Борос је истовремено и седиште истоимене општине.

## Природни услови
Град Борос се налази у југозападном делу Шведске и Скандинавског полуострва. Од главног града државе, Стокхолма, град је удаљен 410 км југозападно. Од првог већег града, Гетеборга, град се налази 60 км источно.
Рељеф: Борос се развило у области Западни Јеталанд. Градско подручје је веома покренутог тла. Надморска висина града је око 140 м.
Клима у Боросу је континентална са утицајем мора и крајњих огранака Голфске струје. Стога су зиме блаже, а лета свежија у односу на дату географску ширину.
Воде: Борос је смештен је на реци Вискан, која кривуда кроз град, има лепо уређене обале и представља његов симбол.

## Историја
Подручје Бороса било је насељено још у време праисторије. Насеље, које се образовало у средњем веку, добило је градска права 1621. године, а дао их је шведски краљ Густав II Адолф. 
Борос је четири пута је оштећен због великих пожара: 1681, 1727, 1822. и 1827. године.
Нагли развој Борос доживљава у другој половини 19. века са доласком индустрије и железнице. Ово благостање траје и дан-данас.

## Становништво
Борос је данас град средње величине за шведске услове. Град има око 66.000 становника (податак из 2010. г.), а градско подручје, тј. истоимена општина има око 104.000 становника (податак из 2012. г.). Последњих деценија број становника у граду лагано расте.
До средине 20. века Борос су насељавали искључиво етнички Швеђани. Међутим, са јачањем усељавања у Шведску, становништво града је постало шароликије.

## Привреда
Данас је Борос савремени град са посебно развијеном индустријом, посебно оном која спада под хајтек (у граду су значајни погони "Ериксона"). Последње две деценије посебно се развијају трговина, услуге и туризам.

## Галерија
- Градска пешачка улица
- Главна градска црква, Црква св. Карла
- Приобаље Бороса
- Спортска дворана „Борас Арена"